# La Vespière-Friardel
La Vespière-Friardel es una comuna nueva francesa situada en el departamento de Calvados, de la región de Normandía.

## Historia
Fue creada el 1 de enero de 2016, en aplicación de una resolución del prefecto de Calvados de 21 de diciembre de 2015 con la unión de las comunas de Friardel y La Vespière, pasando a estar el ayuntamiento en la antigua comuna de La Vespière.

## Demografía
| Gráfica de evolución demográfica de La Vespière-Friardel entre 1800 y 2013 |
|                                                                            |

Los datos entre 1800 y 2013 son el resultado de sumar los parciales de las dos comunas que forman la nueva comuna de La Vespière-Friardel, cuyos datos se han cogido de 1800 a 1999, para las comunas de Friardel y La Vespière de la página francesa EHESS/Cassini. Los demás datos se han cogido de la página del INSEE.

## Composición
| Comuna delegada | Código INSEE | Población (2013) | Superficie (km²) | Densidad (hab./km²) |
| --------------- | ------------ | ---------------- | ---------------- | ------------------- |
| Friardel        | 14292        | 239              | 9.39             | 25                  |
| La Vespière     | 14740        | 999              | 8.65             | 115                 |